# Lingue balto-slave
Il gruppo linguistico balto-slavo è un ipotetico gruppo linguistico ricostruito, di cui fanno parte le lingue baltiche e le lingue slave all'interno della famiglia delle lingue indoeuropee. Le lingue che appartengono a questa famiglia sono parlate da circa 240 milioni di persone soprattutto in Europa centrale, orientale e balcanica.

## Argomentazioni generali
Le lingue baltiche e le lingue slave condividono molte caratteristiche simili, sia lessicali, sia morfosintattiche, più di ogni altro gruppo linguistico all'interno delle lingue slave.
Molti linguisti, seguendo alcuni importanti indoeuropeisti come August Schleicher e Oswald Szemerényi, ritengono che questi due gruppi si siano separati da un comune antenato, il Proto-balto-slavo, in seguito alla frammentazione dell'indoeuropeo comune in vari gruppi linguistici, ma prima della divisione nei due grandi rami delle lingue baltiche e delle lingue slave.
Altri linguisti, seguendo indoeuropeisti come Jānis Endzelīns e Antoine Meillet, ritengono che queste caratteristiche simili siano dovute ad intensi contatti tra i due gruppi già dopo che si erano separati direttamente dall'indoeuropeo comune (nell'ambito del gruppo satem) o a coincidenze di altra natura.

## Evidenze ed interpretazioni
Più di 100 parole sono comuni ad entrambi i gruppi linguistici nella forma e nel significato, tra cui:
- lituano bėgu ‘corro’, lettone bēgu, antico slavo ecclesiastico běgǫ (бѣгѫ), russo begu (бегу), polacco biegnę;
- lituano líepa ‘tiglio’, lettone liẽpa, antico prussiano lipe, antico slavo ecclesiastico lipa (липа), russo lípa (ли́па), polacco lipa.

Il numero di parole condivise tra i due gruppi linguistici può essere spiegato dall'esistenza di una comune lingua balto-slava nel passato o da altre conseguenze:
- I parlanti baltici e slavi sono in stretto contatto geografico, politico e culturale, cosa che naturalmente porta a similitudini lessicali, cioè, una ha preso in prestito parole dall'altra e viceversa. Per capire la differenza tra il prestito e la comune eredità lessicale c'è bisogno di uno studio attento delle mutazioni fonetiche ed in alcuni casi le informazioni non sono sufficienti per risolvere la questione.
- Le lingue slave e baltiche non sono state scritte fino al IX ed il XVI secolo d.C. rispettivamente. Perciò le registrazioni storiche dello sviluppo delle lingue sono limitate.
- Le lingue baltiche e slave appartengono tutte al sottogruppo delle lingue satem.

## Meillet vs. Szemerényi
Fino all'opera Dialectes indo-européens di Meillet del 1908, l'unità balto-slava era indiscussa tra i linguisti, come Meillet stesso notava nel capitolo Le balto-slave, « L'unité linguistique balto-slave est l'une de celles que personne ne conteste » (« L'unità linguistica balto-slava è una di quelle che nessuno contesta »). La critica di Meillet al balto-slavo fa perno su sette caratteristiche evidenziate da Karl Brugmann nel 1903, tentando di mostrare che nessuna di queste singole era sufficiente a provare l'unità genetica.
Nel suo riesame del lavoro di Meillet nel 1957, Szemerényi conclude che i balti e gli slavi, in effetti, dovevano aver condiviso un "periodo di lingua e vita comune", e si erano probabilmente separati a causa delle incursioni delle tribù germaniche tra la Vistola e lo Dnepr. Szemerényi denota quattordici punti che giudica frutto di un'eredità comune e non di innovazioni parallele, e perciò come prove dell'unità balto-slava:
1. Palatalizzazione fonologica (descritta da Kurylowicz, 1956)
2. Lo sviluppo di i ed u prima delle risonanti indoeuropee
3. La legge di Pedersen ed il mutamento ruki
4. Innovazioni nell'accento
5. L'aggettivo definito
6. La declinazione del participio in -jo-
7. La desinenza del genitivo singolare in -ā(t)- per le radici tematiche
8. La formazione del comparativo
9. I casi obliqui della 1ª persona singolare in men-, e della 1ª plurale in nōsom
10. La variante tos/tā per il pronome determinativo indoeuropeo so/sā
11. L'accordo dei verbi irregolari atematici (lituano dúoti, slavo datь)
12. Il preterito in ē/ā
13. I verbi in -áuju del baltico ed in -ujǫ dello slavo
14. La forte corrispondenza del vocabolario non riscontrabile tra altri rami delle famiglie indoeuropee.

Un'altra innovazione proposta per il balto-slavo è la legge di Winter (Werner Winter, 1978), cioè l'allungamento di una vocale corta prima di una occlusiva sonora. Le condizioni di operazione della legge sono discusse; secondo Matasović (1995) il cambiamento ha luogo solo nelle sillabe chiuse.